# 30N busz (Debrecen)
A debreceni 30N jelzésű autóbusz Bánk és a Nagyállomás között közlekedik tanítási időben, reggelente, rásegítő járatként.

## Járművek
A viszonylaton Alfa Cívis 12 szóló buszok közlekednek.

## Útvonala
| Bánk felé                                                                 | Nagyállomás felé                                                          |
| ------------------------------------------------------------------------- | ------------------------------------------------------------------------- |
| Nagyállomás vá. – Wesselényi utca – Vágóhíd utca – Diószegi út – Bánk vá. | Bánk vá. – Diószegi út – Vágóhíd utca – Wesselényi utca – Nagyállomás vá. |

## Megállóhelyei
Az átszállási kapcsolatok között az azonos útvonalon közlekedő 30-as és 30A, illetve az üzemidőn kívül közlekedő 30I buszok nincsenek feltüntetve.
| 0  | Nagyállomás végállomás           | 28 | 1, 2 10, 10A, 10Y, 14, 16, 18, 18Y, 21, 37, 39, 42, 42A, 43, 44, 46, 46E, 46H, 47, 47Y, 48, 49, 49Y, 146, A1, Airport1 5, 5A Helyközi buszok |
| 2  | Wesselényi utca                  | 27 | 15, 15Y, 16, 21, 37, 43, A1 5, 5A Helyközi buszok                                                                                            |
| 4  | Vágóhíd utca, felüljáró          | ∫  | 15, 15Y Helyközi buszok |
| 6  | Vágóhíd utca                     | 24 | 15, 15Y |
| 7  | Zsibogó                          | 23 | 15, 15Y |
| 8  | Rigó utca                        | 22 | 15, 15Y Helyközi buszok |
| 9  | Bihari utca (↓) Sipos utca (↑)   | 21 | 11, 15, 15Y Helyközi buszok |
| 10 | Borzán Gáspár utca               | 19 | 11, 15, 15Y Helyközi buszok |
| 11 | Diószegi út                      | 17 | 15Y, 41Y |
| 12 | Kisbánya utca                    | 16 | |
| 13 | Kondorosi híd                    | 15 | |
| 14 | Csárda utca                      | 14 | |
| 15 | Biczókert utca                   | 13 | |
| 16 | Páfrány utca (↓) Fóliás utca (↑) | 12 | Helyközi buszok |
| 17 | Barackos utca                    | 11 | Helyközi buszok |
| 18 | Szüret utca                      | 10 | |
| 19 | Horgásztavak                     | 9  | |
| 21 | Vekeri elágazás                  | 7  | Helyközi buszok |
| 23 | Bánk, iskola                     | 5  | |
| 25 | Tiborc utca                      | 4  | Helyközi buszok |
| 26 | Állatmenhely                     | 2  | |
| 27 | ATEV                             | 1  | |
| 28 | Bánk végállomás                  | 0  | |